# Wacław Smoliński
Wacław Smoliński – polski trębacz i pedagog muzyczny.

## Życiorys
Po ukończonych studiach muzycznych i obronie dyplomu, uzyskał tytuł magistra sztuki. Wywodzi się z krakowskiego środowiska muzycznego. W latach 1978–1980 trębacz, działającej przy Centrum Kultury Rotunda, jazz-rockowo-funkowej grupy Piknik (laureat festiwali Jazz Juniors i Jazz nad Odrą), braci Krzysztofa i Ryszarda Olesińskich. Nagrane przez zespół w 1980 roku w PR Lublin utwory (6 kompozycji braci Olesińskich) – zostały po 45 latach odnalezione i 16 maja 2025 roku wydane na longplayu pt. Piknik. 
W kolejnych latach współpracował m.in. z takimi wykonawcami jak: Pod Budą, big band Wiesława Pieregorólki, Andrzej Zaucha, Charming Beauties (w 1993 roku poza nagraniem i wydaniem swej debiutanckiej płyty Womanizer, zespół zarejestrował 45-minutowy program telewizyjny dla TVP 2, zatytułowany Rhythm'n'blues w Krakowie), a także jako członek zespołu współtworzonego wraz z Jackiem Mielcarkiem (saksofon altowy), Tytusem Wojnowiczem (obój), Adamem Prucnalem (instrumenty klawiszowe, skrzypce, Jackiem Królikiem (gitara elektryczna), Marcinem Pospieszalskim (gitara basowa) i Wojciechem „Maliną” Kowalewskim (perkusja) – z którym w dn. 3-20 listopada 1998 roku dokonał nagrań w Studio Buffo w Warszawie, akompaniując podczas nagrywania polskich kolęd, wokalistkom i wokalistom: Grażynie Łobaszewskiej, Annie Frankowskiej, Wojciechowi Przeklasie, Wojciechowi Dmochowskiemu, Katarzynie Groniec, Adamowi Prucnalowi, Annie „Rybce” Chowaniec, Mariance Linde, Zofii Komasie oraz Kapeli Ponik w składzie: Sebastian Karpiel-Bułecka, Józef Chyc-Scepon, Wojciech Topa, Bartek Kudasik i kwartetowi smyczkowemu, który tworzyli: Jan Lewtak, Marcin Lewandowski, Artur Rychlik i Zbigniew Krzymiński. Uczy w klasie trąbki w Zespole Szkół Muzycznych im. Ignacego Jana Paderewskiego w Tarnowie. Będący pod jego opieką uczniowie, tworzący zespół „Up to date”, zajęli II miejsce na Międzynarodowym Festiwalu Jazzowym „Jazz Juniors” w Krakowie (2001). W roku szkolnym 2008/2009 dyrektor tej placówki.

## Wybrana dyskografia[1]
- 1987: Pod Budą – List do świata (LP, Wifon – LP 108)
- 1989: Big band Wiesława Pieregorólki – Big Band (LP, Polskie Nagrania „Muza” – SX 2564)
- 1989: Andrzej Zaucha – Andrzej Zaucha (grał z big bandem Wiesława Pieregorólki)[5]
- 1993: Charming Beauties – Womanizer (CD, Dworek – DBC 01)[9]
- 1999: Różni wykonawcy – Bożonarodzeniowy pejzaż. Najpiękniesze polskie kolędy (CD, Epic – EPC 496833 4)
- 2025: Big band Wiesława Pieregorólki – Big Band (CD, Gad Records – GAD CD 325) – reedycja[10]
- 2025: Piknik – Piknik (LP, Polskie Radio Lublin – PRSX 2480)